# Gut-gemacht-Maschine

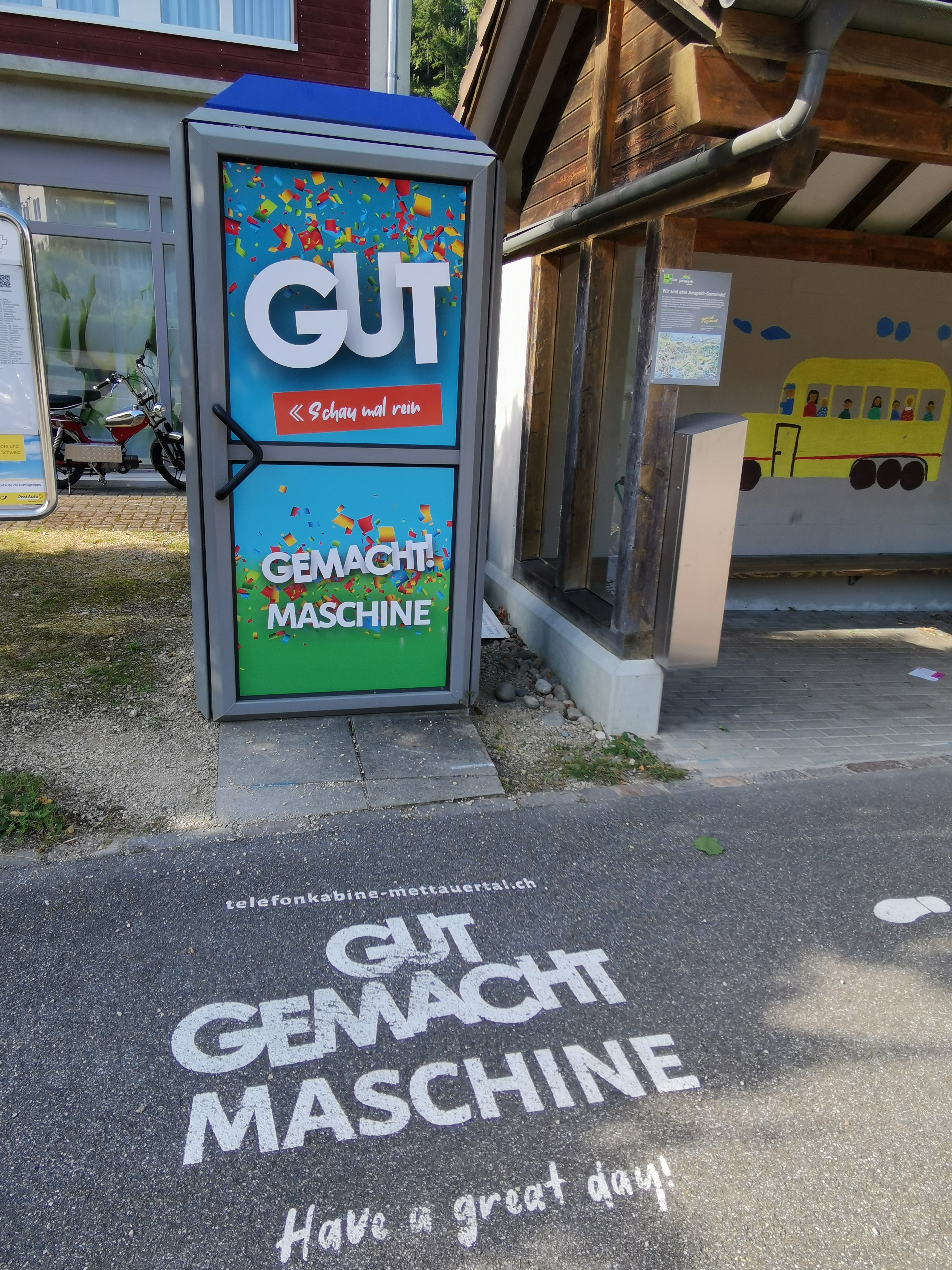
Gut-gemacht-Maschine in einer ehemaligen Telefonzelle direkt neben der Bushaltestelle

Die Gut-gemacht-Maschine lobt ihre Besucher für gute Taten. Sie ist eine umfunktionierte Telefonkabine im Ort Mettau in der Schweiz und würdigt laut Entwicklerteam bereits kleine Erfolge. Seit dem Herbst 2020 richtet sich die Gut-gemacht-Maschine zum einen an Einheimische, zum anderen erfährt die Gemeinde verstärkten Besuch durch Touristen, auch aus dem Ausland. In ihrem ersten Quartal besuchten rund 150 Menschen diese Maschine – laut ihren Initianten ist sie die weltweit erste ihrer Art.

## Lage
Mettau liegt im Schweizer Kanton Aargau, im Nordosten der Region Fricktal. Es ist eines von fünf Dörfern in der Gemeinde Mettauertal.
Die Gut-gemacht-Maschine steht im Ortsteil Mettau an der Hauptstrasse, die durch das Tal führt. Zentral gelegen ist sie umgeben von der ehemaligen Post, einem Café, der Bushaltestelle sowie der im 18. Jahrhundert erbauten St.-Remigius-Kirche, und ausserdem führt die Route des Wanderwegs Flösserweg an ihr vorbei.

## Geschichte
Auch wenn die alte Telefonzelle offiziell Gut-gemacht-Maschine heisst, trägt sie inoffiziell zusätzlich den Namen Schulter-Klopf-Maschine. Das geht auf den Gemeindepräsidenten des Ortes, Peter Weber, zurück, der früher gerne lobte mit den Worten: «Jetzt kannst du dich eine halbe Stunde unter die Schulterklopfmaschine stellen.» Inspiriert durch den Spruch, diskutierte der Gemeinderat von Mettauertal, ob eine solche Maschine zu verwirklichen wäre.

„Wir alle sind schnell mit Kritik. Beim Loben hingegen üben wir uns oft in Zurückhaltung.“

In der Planungsphase wurden die Kosten auf 42'000 CHF kalkuliert. Davon sollten 14'000 CHF durch Crowdfunding, 14'000 CHF durch Kulturförderung sowie durch die Swisslos und 6'000 CHF durch Firmensponsoring finanziert werden. Der Gemeinderat beteiligte sich ebenfalls an den Kosten. Insgesamt beteiligten sich über 50 Unternehmen und Privatpersonen an der Spendenaktion. Kurz vor Weihnachten 2019 konnte das Crowdfunding zur Umnutzung der Telefonkabine erfolgreich abgeschlossen werden. Über diese Gruppenfinanzierung kamen über 20'000 CHF zusammen.
Als Erfinder der Gut-gemacht-Maschine, der auch gleich die Umsetzung in die Hand nahm, gilt Beat Wormstetter.
Nach Konzepterstellung folgte die Sponsorensuche und Wahl des Standortes. Die Gemeinde erwarb dafür die mittlerweile einzig verbliebene Telefonzelle im Tal von der Swisscom. Joelle Blattner hat die Verkleidung mit Folie gestaltet und umgesetzt. Sie sollte als Infotafel und Werbeplattform dienen. Die Umsetzung erfolgte zusammen mit dem Verein Flösserweg. Bei der Ausstattung der Kabine musste darauf geachtet werden, sie sicher gegen Vandalismus zu gestalten. Die Arbeiten führten lokale Unternehmen aus. Dazu gehörten die eigens programmierte Software, der Strom- und Internetanschluss und schliesslich die Endmontage. Die Innen- und Aussenwände der Telefonkabine erhielten in Vollverklebung neue Dekorationen.
Im Februar 2020 liefen die Arbeiten, im August 2020 erfolgten Funktionstests. Die Einweihung fand am 7. September 2020 statt. Regionalzeitungen und Fernsehsender begleiteten die Eröffnung.

„[…] Jeder Mensch, der eine gute Tat berichtet, bereichert uns.“

## Ablauf

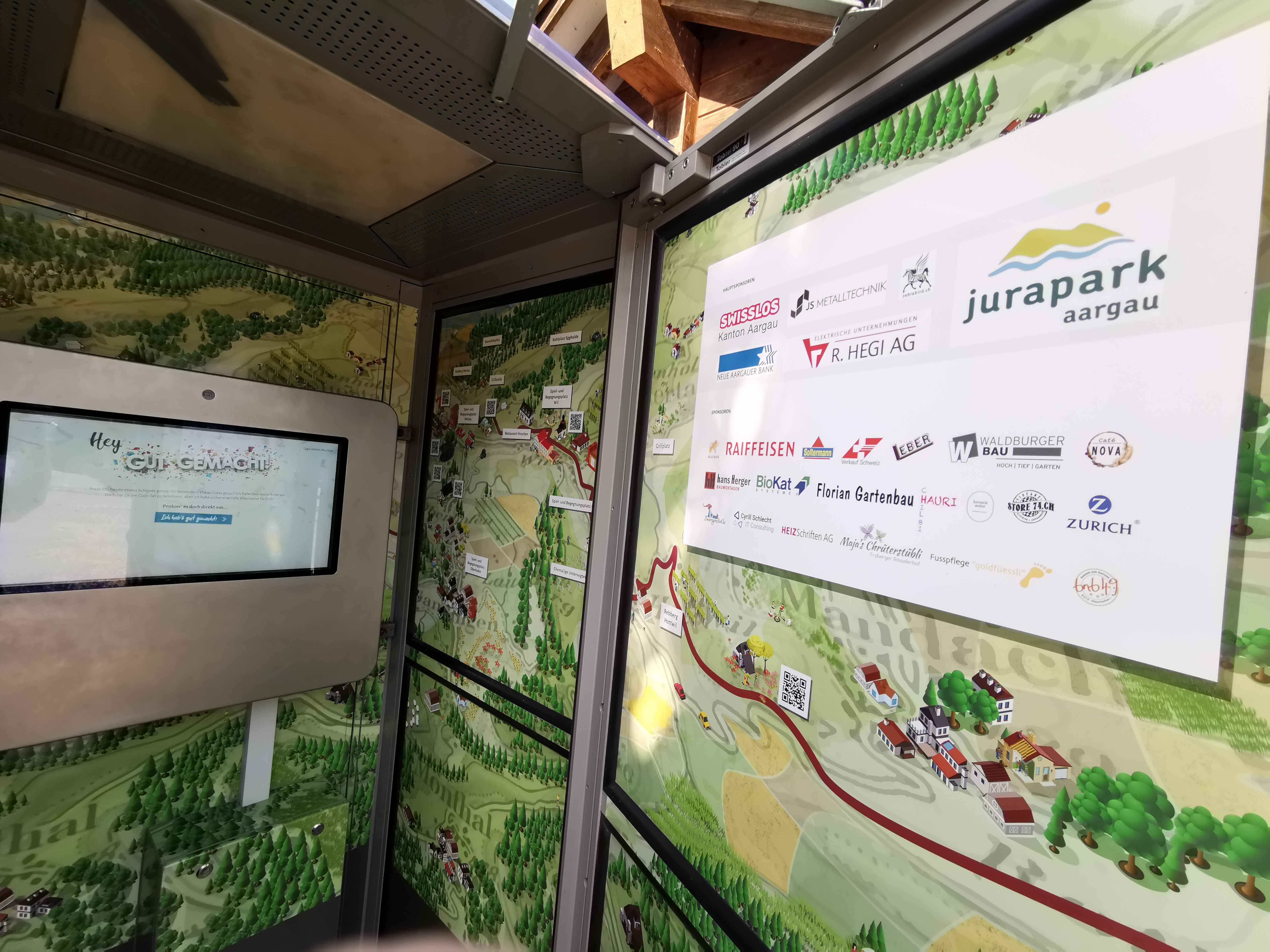
Innenansicht mit Bildschirm und Umgebungsplan

Nach Betreten der Zelle kann der Besucher an einem Bildschirm aus einer Liste auswählen, weshalb er gelobt werden möchte. Die Liste ist unterteilt in die Bereiche Familie, Beruf, Öffentlichkeit und Verkehr. Zu den genannten Gründen gehören zum Beispiel das Einhalten der Parkzeit oder des Tempolimits, darüber hinaus Aussagen wie «Ich habe jemandem geholfen, zum Arzt zu kommen.», «Ich habe an den Hochzeitstag gedacht.» oder einfach «Ich bin die tollste Freundin und Schwester.» Ein eigener Anlass kann ebenfalls eingegeben werden.
Die Webseite der Gut-gemacht-Maschine erklärt weiter, dass die Maschine nun ein Foto vom Besucher aufnimmt. Anschliessend wird gebeten, Namen und E-Mail-Adresse einzutragen, an die ein Gutschein geschickt wird.
Danach spendet die Maschine Applaus und eine Lobeshymne erklingt, indem dem Besucher am Bildschirm ein kurzer Film vorgespielt wird. Im Jahr 2019 war vorgesehen, dass im zufälligen Wechsel eine von fünf Schauspieler-Szenen eingeblendet wird. 2020 spendeten Kinder auf dem Bildschirm kräftigen Beifall, untermalt von Partymusik, oder aber es klatscht eine Gruppe von Leuten, pustet Seifenblasen, Luftschlangen und wirft Kusshände.

## Gutscheine
Sponsoren bietet die Maschine die Möglichkeit, sich zu präsentieren. Hauptsponsoren des Projekts sind u. a. der Jurapark Aargau, die Lotteriegesellschaft Swisslos und die Neue Aargauer Bank.
Gibt der Besucher eine E-Mail-Adresse an, versendet die Maschine einen Gutschein. Jeder Besucher der Gut-gemacht-Maschine kann sich monatlich einmal anmelden und einen Gutschein erhalten. Der Wert der Gutscheine liegt zwischen einem und sieben Franken. Die Gutscheine bringen Vergünstigungen bei beteiligten lokalen Unternehmen. Die wechselnd ausgegebenen Gutscheine sind beispielsweise für das nahe Café, den Metzger oder eine vergünstigte Fusspflege. Die Erfahrung zeigt, dass die Besucher in den Betrieben zusätzliche Ausgaben tätigen.
Darüber hinaus gibt es touristische Informationen zur Region. Die Wände in der Innenseite der Kabine sind mit einer flächendeckenden Landkarte bezogen. Freizeit-Adressen sind gesondert markiert und über QR-Codes abrufbar.